# سازمان سرمایه‌گذاری قطر
سازمان سرمایه‌گذاری قطر (به عربی: جهاز قطر للاستثمار) شرکت سرمایه‌گذاری و صندوق ذخیره ارزی دولت قطر است، که در زمینه مدیریت سرمایه‌گذاری و سرمایه‌گذاری خارجی فعالیت می‌کند.
این مجموعه در سال ۲۰۰۵ توسط دولت قطر و با هدف مدیریت بر مازاد درآمدهای نفت خام و گاز طبیعی این کشور، سپس سرمایه‌گذاری در بازارهای بین‌المللی (ایالات متحده آمریکا، اروپا و آسیا-اقیانوسیه) تأسیس شد.